# Jason Clarke
Jason Clarke (Winton, 17 de Julho de 1969), é um ator australiano, que começou sua carreira em 1995.
Ele é mais conhecido pelo papel de protagonistas John Connor no filme Terminator Genisys e Malcom em Dawn of the Planet of the Apes.

## Carreira
Apareceu em vários programas australianos inclusive em, Murder Call, Wildside, Home and Away, Blues Heelers e muitos outros.
Em 2013, fez papel de vilão em White House Down. Daí seguiu com mais filmes americanos, como Planeta dos Macacos: O Confronto em 2014, Terminator Genisys e Everest em 2015, e Mudbound em 2017.

## Filmografia
| Ano  | Filme                                | Papel                      |
| ---- | ------------------------------------ | -------------------------- |
| 1995 | Dilemma                              | Guy                        |
| 1996 | Halifax f. P: Hard Corps             | Detetive                   |
| 1998 | Twilght                              | Jovem policial             |
| 1998 | Praise                               | Frank                      |
| 1999 | Shmooze                              | Band                       |
| 2000 | Better Than Sex                      | Guy c                      |
| 2002 | The Outsider                         | Ray Childress              |
| 2002 | Rabbit-Proof Fence                   | Constable Riggs            |
| 2003 | You Can't Stop Murdess               | Slade                      |
| 2004 | Black Jack                           | Tony Seaton                |
| 2008 | Hole in the Paper Sky                | Howard Felp                |
| 2009 | Death Race                           | Darryl                     |
| 2009 | Public Enemies                       | John "Red" Hamilton        |
| 2010 | Wall Street - O Dinheiro Nunca Dorme | Fed Chief                  |
| 2010 | Trust                                | Doug Tate                  |
| 2011 | Yelling to the Sky                   | Gordon O'Hara              |
| 2011 | Swerve                               | Frank                      |
| 2011 | Texas Killing Fields                 | Rule                       |
| 2012 | Zero Dark Thirty                     | Dan                        |
| 2012 | Lawless                              | Howard Bondurant           |
| 2013 | The Great Gatsby                     | George Wilson              |
| 2013 | White House Down                     | Emil Stenz                 |
| 2014 | Planeta dos Macacos: O Confronto     | Malcolm                    |
| 2014 | The Better Angels                    | Thomas Lincolm             |
| 2015 | Child 44                             | Anatoly Tarasovich Brodsky |
| 2015 | Terminator: Genisys                  | John Connor                |
| 2015 | Everest                              | Rob Hall                   |
| 2016 | All I See Is You                     | James                      |
| 2017 | The Man With the Iron Heart          | Reinhard Heydrich          |
| 2017 | Mudbound                             | Henry McAllan              |
| 2018 | Winchester                           | Eric Price                 |
| 2018 | First Man                            | Ed White                   |
| 2019 | Consequências                        | Lewis Morgan               |
| 2019 | Cemitério Maldito                    | Louis Creed                |
| 2019 | Serenity                             | Frank Zariakas             |

### Televisão
| Ano       | Filme            | Papel                      |
| --------- | ---------------- | -------------------------- |
| 1995-1999 | Blue Heelers     | Dean Crocker               |
| 1996      | Mercury          | Nathan Cohan               |
| 1997      | Wildside         | Paul Moss                  |
| 2000-2003 | Stingers         | Brett Linton               |
| 2002      | Home and Away    | Christopher "Kirk" Johnson |
| 2010      | The Chicago Code | Jared Wisock               |
| 2022      | Winning Time     | Jerry West                 |

## Prêmios e indicações
| Ano  | Prêmio                           | Categoria                            | Indicação        | Resultado |
| ---- | -------------------------------- | ------------------------------------ | ---------------- | --------- |
| 2012 | Chicago Film Critics Association | Melhor Ator Coadjuvante              | Zero Dark Thirty | Indicado  |
| 2012 | Village Voice Film Poll          | Melhor Ator Coadjuvante              | Zero Dark Thirty | Indicado  |
| 2017 | Gotham Awards                    | Melhor Elenco                        | Mudbound         | Venceu    |
| 2018 | Independent Spirit Awards        | Prêmio Robert Altman (Melhor Elenco) | Mudbound         | Venceu    |
| 2018 | Screen Actors Guild Award        | Melhor Elenco em Cinema              | Mudbound         | Indicado  |